# トレメ/ニューオーリンズのキセキ
トレメ／ニューオーリンズのキセキ (原題：Treme)は、デイヴィッド・サイモンとエリック・オーヴァーマイヤー制作のアメリカ合衆国のテレビドラマ・シリーズである。米HBOで放送された。日本ではU-NEXTが配信している。4つのシーズン、36話から構成され、米国での放送は2010年4月11日に開始となり、2013年12月29日に終了した。
シリーズはアンサンブル・キャストで、カンディ・アレキサンダー、ロブ・ブラウン、クリス・コイ、キム・ディケンズ、インディア・エネンガ、ジョン・グッドマン、ミキール・ハースマン、メリッサ・レオ、ルチア・ミカレッリ、デヴィッド・モース、デヴィッド・モース、クラーク・ピーターズ、ウェンデル・ピアース、ジョン・セダ、スティーヴ・ザーンなどの出演の他、数々のニューオーリンズのアーティストの音楽パフォーマンスも登場する。
シリーズ名は、ニューオーリンズの地区名トレメに由来する。物語は、ハリケーン・カトリーナの3か月後の時点から始まり、ミュージシャン、シェフ、マルディグラ・インディアン、その他ニューオーリンズの住民が、2005年のハリケーンとそれに続く街の深刻な洪水の余波の中で、生活、家、そして独自の文化を再建しようと苦闘する様子が描かれている。
出演者やミュージシャンの演技、そしてニューオーリンズの文化をリアルに描写したことで、概ね好評を博している。

## キャスト

### 主な出演者
- カンディ・アレキサンダー（ラドンナ・バティスト=ウィリアムズ役）- ニューオーリンズ市内でバーを経営。アントワンの元妻で、両者の間には2人の息子がいる。彼女は息子たち及び現在の夫で歯科医のラリー・ウィリアムズ（演：ランス・E・ニコルズ(英語版)）と共に暮らすバトンルージュとニューオーリンズの間を行き来する生活を送っている。ウィリアムズは、ニューオーリンズとの繋がりがなくなったラドンナに、バトンルージュへの移住するように迫っている。彼女は以前、ハリケーンの中で行方不明になった弟、デイヴィッド・モーリス（デイモ）を探しつつ、ニューオーリンズから離れることを拒否した高齢の母親の面倒を見ていた。
- ロブ・ブラウン（デルモンド・ランブロー役） – アルベアの息子で、一流のトランペット奏者。ニューオーリンズよりもニューヨークの音楽と雰囲気に惹かれている。デルモンドのキャラクターは、サイモンとオーヴァーマイヤーがこのシリーズのコンサルタントとして迎えたジャズのイノヴェーター、ドナルド・ハリソン・ジュニアをモデルにしている。
- キム・ディケンズ（ジャネット・デソーテル役） – ハリケーンによる損失に関する保険金が下りるのを待ちながら、レストランの営業を継続すべく苦闘するシェフ。デイヴィスと彼女は、飾らなくも波乱に満ちた恋愛関係を続けている。
- ジョン・グッドマン[注釈 1] （クレイトン・バーネット役、シーズン1のみ、シーズン2にはゲストで登場）– トニの夫でテュレーン大学の英語教授。彼は1927年のミシシッピ大洪水に関する小説を執筆中で、ニューオーリンズの文化について、熱心に説いて回っている。彼のキャラクターは、実在のニューオーリンズのブロガー、アシュリー・モリスをモデルにしている。
- ミキール・ハースマン（サニー役） – アムステルダム出身のストリートミュージシャンである彼は、アニーがヨーロッパをバックパック旅行していた際に、彼女と出会った。彼の薬物使用は、両者にとって仕事にも二人の関係にも問題となっている。
- メリッサ・レオ（アントワネット"トニ"バーネット役） – 公民権を専門とする弁護士である彼女は、ラドンナの行方不明の弟の行方を彼女と共に探している。街のミュージシャンや司法制度によって苦しめられている人々を弁護する仕事をしている。ニューオーリンズ警察の汚職について厳しく取り組み、自身と娘の命を危険にさらす結果となっている。
- ルシア・ミカレッリ（アニー・タラリコ役）– クラシック音楽で学んだバイオリニストで、チップ収入のためにボーイフレンドのサニーと共にフレンチ・クオーターで路上演奏をしている。
- クラーク・ピーターズ（アルベア"ビッグ・チーフ"ランブロー役）– マルディグラ・インディアンのビッグ・チーフである彼は、地域社会で非常に尊敬されている存在。自宅はハリケーンで大きく損傷してしまい、彼のトライブ（部族）がプラクティス（伝統的な儀式）に使用していた近隣のバーに移り住んだ。彼は自宅の修復を進めつつ、トライブの他のメンバーと息子のデルモンドを街に呼び戻そうと尽力する。
- ウェンデル・ピアース（アントワン・バティスト役） – 常に次のギグの機会を得ようと奮闘するトロンボーン奏者。自身の一番下の子供の母親と暮らしている。ハリケーン以降は車を持っておらず、タクシーや公共交通機関に頼らざるを得ないため、元妻ラドンナとの間に生まれた二人の息子とは、殆ど会えずにいる。彼は自身のバンド「アントワン・バティスト・アンド・ヒズ・ソウル・アポストルズ」のフロントマンを務め、地元の中学校で音楽の補佐講師としてパートタイムで働いている。
- スティーヴ・ザーン（デイヴィス・マカラリー役） – 地元ラジオ局WWOZのボランティアDJ、ミュージシャン。デイヴィスは市内アップタウンの家族出身だが、トレメに移り住んでいる。彼はニューオーリンズとその文化を熱烈に愛している。彼は、不公正に対する社会の怒りを煽ることを常日頃から画策している。
- インディア・エネンガ（ソフィア・バーネット役）– トニとクレイトンのティーンエイジャーの娘。シーズン3では、ニューオーリンズの警察の汚職を捜査する母親を思いとどまらせるべく、彼女はニューオーリンズ警察から繰り返し標的にされる。
- デヴィッド・モース（テリー・コルソン役）– シフト勤務でニューオーリンズ市警察（NOPD）の警部補として働く真面目な警察官で、トニ・バーネットの友人でもある。彼は密かにFBIと協力し、警察腐敗の捜査を進める。
- ジョン・セダ（ネルソン・イダルゴ役、シーズン2〜4）– 政治家とつながりのあるダラス出身のデベロッパー兼ベンチャー・キャピタリストである彼は、ハリケーン・カトリーナ後のニューオーリンズの復興活動に関わるようになる。
- クリス・コイ（L.P.エヴァレット役、シーズン3〜4）– ニューオーリンズに赴任したばかりのプロパブリカの若手記者。ハリケーン・カトリーナの際に発生した様々な犯罪を調査している。このキャラクターは実在の記者A.C.トンプソンをモデルにしている。

### その他出演者
- ランス・E・ニコルズ（ラリー・ウィリアムズ役） – ラドンナの夫でバトンルージュ在住の歯科医。彼は、ラドンナが彼や息子たちとフルタイムで一緒に暮らすために、ニューオーリンズにある彼女のバーと母親の家を売却してバトンルージュへ移住するよう強く促している。
- フィリス・モンタナ・ルブラン（デジレ役）- アントワンの強い意志を持ったガールフレンドであり、彼の一番下の子供の母親。彼女は土地収用を迫られ戦っている。
- ンタレ・グマ・ムバホ・ムワイン(英語版)（ジャック・ジョニ役）– ジャネットの忠実な副料理長。在留資格問題に直面し、ジャネットと恋仲になる。
- デイヴィ・ジェイ（ロビネット役） – ネルソン・イダルゴと提携し、彼の解体作業を手伝うゴミ収集業者。
- エリザベス・アッシュリー（ミミ叔母さん役） – デイヴィスお気に入りの華やかな叔母。二人は緊密な関係であったが、一緒にレコード会社を立ち上げたことをきっかけに喧嘩を始める。
- エドウィーナ・フィンドリー(英語版)（ダヴィーナ・ ランブロー役）– アルベアの娘でデルモンドの妹。
- リオ・ハックフォード(英語版)（トビー役）– レコード店経営者でデイヴィスの高校時代の友人[10]。
- スティーヴ・アール(英語版)（ハーリー・ワイアット役、シーズン1〜2) – アニー・ティーに教える才能溢れるストリート・ミュージシャン。
- デイヴィッド・チャン(英語版)（本人役、シーズン1〜3）– ニューヨークの著名なレストラン経営者。
- ダン・ジスキー(英語版)（C.J.リグーリ役、シーズン2〜4）– ニューオーリンズの復興事業の多くに資金を提供する銀行業者。シーズン2ではイダルゴの上司を務める。シーズン3では、ニューオーリンズのジャズやトレメのような貧困層コミュニティに対する自身の無知に気づく。トレメの貧困層に満足してもらえるようなプロジェクトはどのようなものかについてデルモンドとアルベアを雇い、自身の会社に助言を求める。
- マイケル・サーヴェリス(英語版)（マーヴィン・フライ、シーズン2〜4） – アニーの音楽監督。
- ホン・チャウ（リン役、シーズン2〜4）– サニーのヴェトナム人のガールフレンド。シーズン3の終盤で結婚する。
- ジャロン・ウィリアムズ（ロバート役、シーズン2〜4） – アントワンの講座の生徒。
- サム・ロバーズ（ティム・フィーニー役、シーズン3〜4）– レストラン経営者であり、ジャネットの新しいレストランのパートナー。
- タリン・テレル（シンディ役、シーズン3） – ネルソン・イダルゴの友人。

## 制作

### コンセプト
デイヴィッド・サイモンとエリック・オーヴァーマイヤーはテレビ・ドラマ・シリーズ『ホミサイド/殺人捜査課』で初めて一緒に仕事をし、親しくなった。2006年、彼らはサイモンのシリーズ『THE WIRE/ザ・ワイヤー』で再び仕事を共にした。オーヴァーマイヤーはコンサルティング・プロデューサー兼脚本家としてスタッフに加わったのだった。「トレメ」は、2008年に「ザ・ワイヤー」の終了直後にHBOによって企画が開始された。ハリケーン・カトリーナの被害を受けた労働者階級のトレメ地区に焦点を当てたもので、街全体を描いた『THE WIRE/ザ・ワイヤー』と比較して規模感が小さいものであった。
オーヴァーマイヤーはニューオーリンズに住んでいた時期があり、サイモンは彼の経験がこの街の物語の「華麗な口承の伝統」を理解する上で役立つと考えた。 サイモンによると、このシリーズでは、音楽シーンだけでなく、政治腐敗、公営住宅のあり方に関する論争、刑事司法制度、警察とマルディグラ・インディアンの衝突、ハリケーン後の観光産業の回復に向けた苦難など、ニューオーリンズの文化を探求すると表明した。サイモンはまた、シリーズの構想を練る過程でドナルド・ハリソン・ジュニア、カーミット・ラフィンズ、デイヴィス・ローガンらニューオーリンズのミュージシャン、地元料理人のスーザン・スパイサー、公民権弁護士、メアリー・ハウウェルといった人々にも相談をしている。

### 構想
2008年、HBOはシリーズのパイロット・エピソードを制作依頼したが、その時点では全シリーズについてはゴーサインを出さなかった。パイロットは、2008年のテレビ批評家協会の夏のプレス・ツアーで発表された。サイモンは当初、2008年にシリーズのパイロット版を撮影し、シリーズが発注されれば2009年も撮影を続けることを望んでいた。このシリーズは現地で撮影される予定で、ニューオーリンズの経済を活性化させると予測されていた。
実際には2009年3月9日までパイロット版のニューオーリンズでの撮影は始まらなかった。受賞歴のあるポーランド人監督アニエスカ・ホランドがパイロット版の監督を担当した。ホランドはこのドラマの制作陣と『THE WIRE/ザ・ワイヤー』で仕事を共にしたことがあった。彼女はシリーズの3つのエピソードについて監督を務めていたのであった。『トレメ』のパイロット版の脚本が書かれた後、HBOは10話のエピソードを制作依頼している。

### クルー

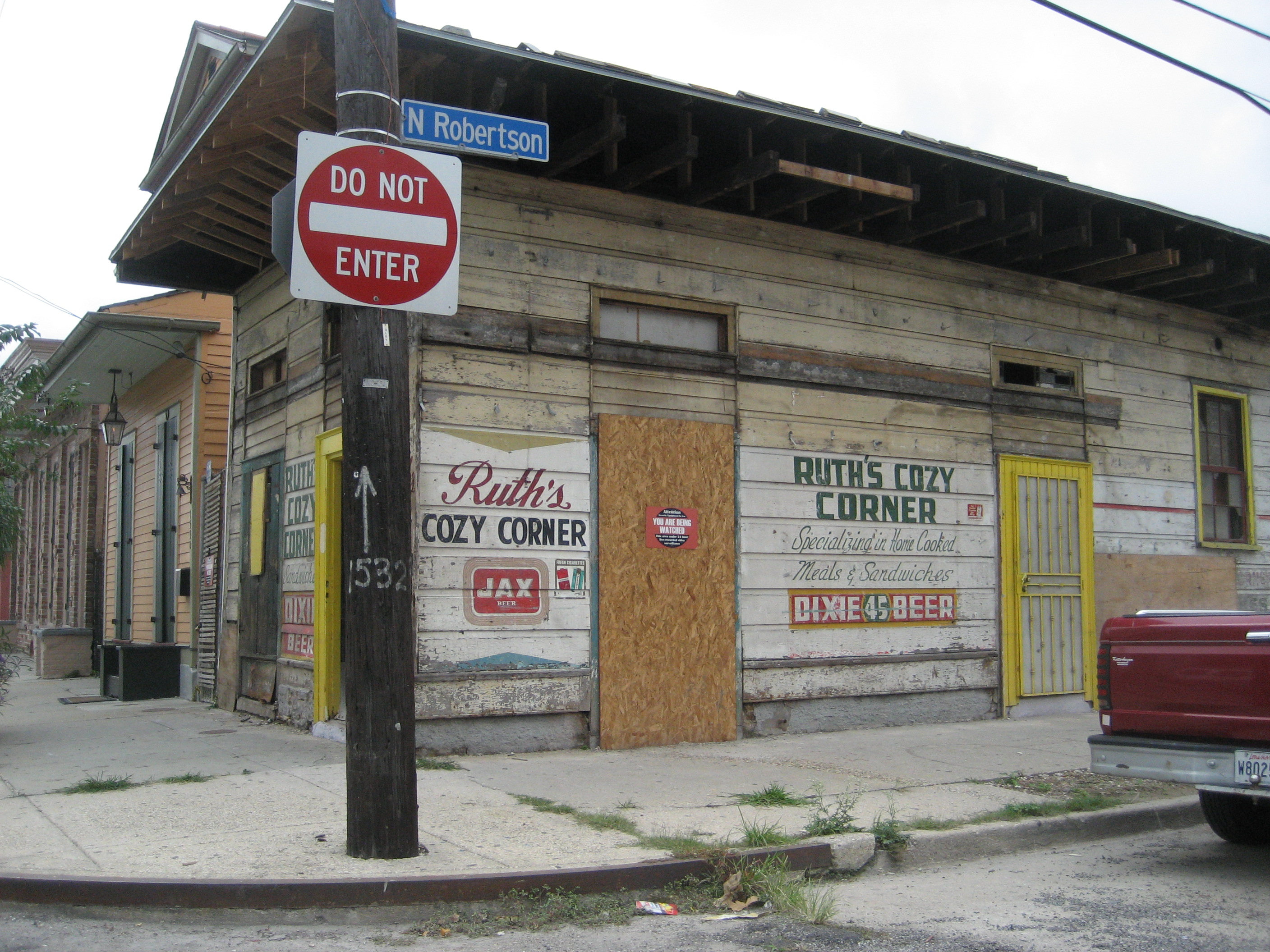
ニューオーリンズのトレメ地区の風景

サイモンは『The Corner』、『THE WIRE/ザ・ワイヤー』、『Generation Kill（邦題：ジェネレーション・キル / 兵士たちのイラク戦争ーU-NEXTなどで配信）』を手掛けており、HBOには通じた存在であった。彼はショーランナーであり、エグゼクティヴ・プロデューサーでもあった。オーヴァーマイヤーは経験豊かな脚本家であり、テレビのライター/プロデューサー、エグゼクティヴ・プロデューサーでもあった。サイモンとオーヴァーマイヤーは、これ以前にも『ホミサイド/殺人捜査課』及び『THE WIRE/ザ・ワイヤ』で仕事を共にしたこともあった。
サイモンとオーヴァーマイヤーは、フル・シリーズのための脚本スタッフを揃えるに当たり、まず地元のライターでノンフィクション作『Why New Orleans Matters（ニューオーリンズが重要な理由ー未和訳）』の著者のトム・ピアッツァを迎え入れた。ピアッツァとオーヴァーマイヤーは何年も前から面識があり、サイモンも彼の著書を読み楽しんでいた。彼らはタイムズ＝ピカユーン紙の記者、ロリス・エリック・エリーもチームに加えた。サイモン自身、テレビ業界で働く以前には記者だった経験を持っており、エリーの地元の人々と彼らの背景に関する造詣の深さに感銘を受けていた。エリーはトレメ地区の歴史を取り上げたドキュメンタリー映画『Faubourg Tremé: The Untold Story of Black New Orleans(英語版)（フォーバーグ・トレメ：黒人のニューオーリンズの語られざる物語ー日本未公開）』の脚本を務めている。小説家のジョージ・ペレケーノスの脚本スタッフの一人として加わった。ペレケーノスは『THE WIRE/ザ・ワイヤー』 全5シーズンで脚本を務めている。
サイモンはまた、記者からテレビの共同制作者へと転身したデイヴィッド・ミルズをこのプロジェクトの共同製作総指揮兼脚本家として迎えた。ミルズは音楽愛好家で、オーヴァーマイヤー、サイモンとは『ホミサイド/殺人捜査課』と『THE WIRE/ザ・ワイヤー』の両方で仕事をしており、また賞も受けたHBOミニシリーズ『ザ・コーナー』でサイモンと共同脚本も手掛けた。サイモンとミルズのコラボレーションは、二人がメリーランド大学の学生新聞『The Diamondback』の記者だった頃に始まった。2010年3月30日、ミルズは番組初回放送12日前にニューオーリンズで急逝した。
番組の音楽スーパーバイザーを務めるブレイク・レイは、過去には『THE WIRE/ザ・ワイヤー』など数多くのプロジェクトに携わっている。パイロット版のスチール写真を担当したのはスキップ・ボーレンで、彼はHBOの『トゥルーブラッド』のシーズン最終話などのプロジェクトでも仕事をしている。

### キャスティング
本シリーズへの出演が決定した最初の著名なスターは、『THE WIRE/ザ・ワイヤー』でも活躍したウェンデル・ピアースであった。彼の出演は、2008年7月にパイロット版の制作が開始された直後に発表された。ピアースはニューオーリンズ出身で、熟練したトロンボーン奏者のアントワン・バティスト役を演じる。同じく『THE WIRE/ザ・ワイヤー』に出演したクラーク・ピーターズも、企画初期から本シリーズに出演することが決まっていた。ピーターズは、マルディグラ・インディアン・トライブのリーダーのアルベア・ランブロー役を演じ、散り散りになったトライブのメンバーを呼び戻して地域を再興しようとしている。以前サイモンと『The Corner』で仕事を共にしたカンディ・アレキサンダーは、2008年8月に本シリーズへの出演が決まり、ピアース演じるアントワンの元妻でバーのオーナー、ラドンナ・バティスト＝ウィリアムズ役にキャスティングされた。
スティーヴ・ザーンは2009年2月に本シリーズへの出演が発表された。『トレメ』は彼にとって初のテレビ・シリーズの出演となった。ザーンは、ラジオのディスクジョッキー兼バンドメンバー/リーダーのデイヴィス・マカラリーを演じ、歌とギター演奏の才能を存分に発揮した。ザーンのキャラクターはこのシリーズのコンサルタントを務めたミュージシャンで教師、DJのデイヴィス・ローガンをモデルにしており、彼と同じファースト・ネーム、デイヴィスを使っている。『デッドウッド 〜銃とSEXとワイルドタウン』、『Friday Night Lights』に出演していたキム・ディケンズも2009年2月に出演が決まっており、ザーン演じるキャラクターと波乱に満ちた関係になるシェフ役を演じている。
ロブ・ブラウンも2009年2月に出演が発表された。彼はニューヨークのジャズ・ミュージシャンでピーターズのキャラクターの息子、デルモンド・ランブロー役を演じる。彼はハリケーン・カトリーナ後、渋々故郷に戻ってくる。
アカデミー賞受賞者であり、『ホミサイド/殺人捜査課』にも出演したメリッサ・レオはパイロット版の撮影が始まる直前の2009年3月に公民権弁護士役でのキャスティングが決定した。ジョン・グッドマンは彼女のキャラクターの夫で大学教授役として、シーズン1の撮影が始まった際にキャスティングが決まったが彼が登場するシーンがパイロット版にも追加されている。
このシリーズのキャストは、可能な限り地元の俳優が採用されるという点では『THE WIRE/ザ・ワイヤー』と共通している。最初のシーズンの現地でのキャスティングは2009年1月と2月に行われ、シーズン2
でも2011年4月までRPM キャスティング社を通じて継続された。ニューオーリンズ出身のフィリス・モンタナ・ルブランは、ピアース演じるキャラクターの恋人役に抜擢された。ルブランを本シリーズに推薦したのは、HBOのハリケーン・カトリーナのドキュメンタリー『When the Levees Broke（邦題：堤防が決壊した時ーU-NEXTで配信）』で彼女と仕事をしたスパイク・リー監督だった。加えて、著名なニューオーリンズのミュージシャン、カーミット・ラフィンズは、自身の役でパイロット版に出演し、シリーズを通してゲスト・スターで登場する。
その他ミュージシャンの出演にはソウル・レベルズ・ブラスバンド、アラン・トゥーサン、ドクター・ジョン、エルヴィス・コステロ、スティーヴ・アール、ドナルド・ハリソン・ジュニア、ギャラクティック、トロンボーン・ショーティ、ディーコン・ジョン、リバース・ブラス・バンド、トレメ・ブラスバンド、ショーン・コルヴィン、スパイダー・ステイシー、アイヘイトゴッド、ジャスティン・タウンズ・アール、ビッグ・サム・ウィリアムズ、オーロラ・ニーランド、ジョン・バティスト、パイン・リーフ・ボーイズ、ポール・サンチェス、ジョン・クリアリー、ファッツ・ドミノ、レッド・スティック・ランブラーズ、フリー・エイジェンツ・ブラスバンド、サックス奏者のジョー・ブラウン、マット・ペリン、ベーシストのロン・カーター、フィスター・シスターズ（ホリー・ベンツェン、デビー・デイヴィス、イヴェット・ヴォールカー）、クラリネット奏者のブルース・ブラックマン、ベース・ドラム奏者のライオネル・バティスト、パーカッション奏者のアルフレッド"ユガンダ"ロバーツ、歌手のジョン・ブッテ、歌手でギタリストのココ・ロビショー、ピアニストのトム・マクダーモット、歌手のロイド・プライスとアーマ・トーマス、フィドラー/アコーディオン奏者のセドリック・ワトソン、キーボード奏者のジョー・クラウン、ギタリストの山岸潤史、その他大勢のニューオーリンズのミュージシャンや人々がシリーズを通じてエキストラなどで出演をしている。

### オープニングのクレジット
ジョン・ブッテの「The Treme Song」に合わせて流れるオープニング・クレジットは、以前『THE WIRE/ザ・ワイヤー』のオープニング・クレジットを手がけたプロデューサー、カレン・L・ソーソンが手がけた。オープニング・クレジットはシーズンごとに進化・変化し、その時期に起こった出来事やそのシーズンのテーマを紹介する。俳優の名前は、実際の古い写真と一緒に名前を載せたくないという理由で、壁や役柄に関連する他のイメージを背景に表示されている。すべてのクレジットには、セカンドライン・パレード、マルディグラ・インディアン、音楽、食べ物など、ニューオーリンズの文化のイメージが一貫して使用されている。
シーズン1のオープニング・クレジットは、「文化、音楽、人々」など、「失われたもの」を示すようにデザインされた。このでは、ハリケーンで被災した家族の写真など、ニューオーリンズに住んでいた人々の映像、ビデオ、写真など、80以上の要素が使われている。題名は洪水によって損傷した壁を背景に表示される。
シーズン2のオープニング・クレジットは進化し、抗議する公営住宅の住民、犯罪現場、街の再建の始まりなど、このシーズンに存在するより現代的な映像と最新のテーマを示している。シーズン2の題名表示は、ロゴにより多くのカビが生えたデザインとなっている。
シーズン3のオープニング・クレジットでは、街の復興と再建およびシーズンの舞台となる 2007 年から 2008 年にかけての新たな出来事 (ニューオーリンズ市警警官ニコラ・コットンの殺害や NOAH スキャンダルなど) が映し出されている 。題名の表示部分も進化し、シーズン3のテーマを想起させ、以前のシーズンの型の上に再度貼り付けられる形となっている。
シーズン4のオープニング・クレジットでは、ハリケーン・カトリーナからの復興と大統領に選出されたバラク・オバマの映像が流れる。これらのクレジットには、ニューオーリンズの喜びに満ちた出来事や節目の出来事の映像や画像がさらに多く含まれており、ソーソン監督はこれをこの街に対する「感謝」の意であるとしている。最後題名の表示については、白い漆喰の壁に新たに描かれており、俳優のクラーク・ピーターズが手描きのブラシで仕上げをしている。

## 評価と反応

### 評論家の評価
テレビ評論家の評価は非常に肯定的なものであった。シーズン1についてはレビュー収集サイトのRotten Tomatoesは40人の評論家のレビューに基づいた支持率は98%だったとレポートしている。同サイトの評論家による総評は「『トレメ』に登場する興味深いキャラクターたち、素晴らしい音楽、緻密な描写、そして独特な環境がテレビで最も独創的な番組の一つを生み出した」としている。Metacriticは、32人の評論家の評価に基づき加重平均を使用して100点満点中88点のスコアを付け、これは「普遍的な称賛」であるとした。
シーズン2について、Rotten Tomatoesは24人の評論家のレビューに基づいた支持率は100%だったとレポートしている。同サイトの評論家による総評は「野心的で緻密、そして素晴らしい演技が光る『トレメ』は、シーズン2で深みを増しながらも、当初からの魅力であった地域色を保っている」としている。Metacritic は 17 人の評論家の評価に基づき 100 点満点中 84 点を付け、「普遍的な称賛」であるとした。
シーズン3について、Rotten Tomatoesは13人の評論家のレビューに基づいた支持率は100%だったとレポートしている。同サイトの評論家による総評は「都市を緻密かつ巧みに描いた『トレメ』シーズン3は、ニュース報道が終わった後も長く生き残るためにコミュニティを再建しなければならない、強い忠誠心を持つ登場人物たちに焦点を当てている」としている。Metacritic は 4 人の評論家の評価に基づき 100 点満点中 77 点を付け「概ね好意的なレビュー」であるとした。
シーズン4について、Rotten Tomatoesは20人の評論家のレビューに基づいた支持率は90%だったとレポートしている。同サイトの評論家による総評は「『Treme』は、演技と雰囲気の自然さ、そしてノリのよいサウンドトラックを誇る、よくできた高品質のドラマである」としている。Metacriticは10 人の評論家の評価に基づき 100 点満点中80 点を付け「概ね好意的なレビュー」であるとした。
ニューヨーク・タイムズの評論家、アレッサンドラ・スタンリーは、本シリーズを「消えることのないこの街の『ジョワ・ド・ヴィーヴル』の象徴だ」とした。Salonのヘザー・ハヴリルスキーは「『トレメ』は、私たち誰もがテレビに求めながらも滅多に見つけることができない、素晴らしいストーリーテリングを体現している」と評した。
アドルフ・L・リード・ジュニア（ペンシルベニア大学政治科学教授）は、ニューオーリンズの街とそこの問題についての本シリーズの描写が陳腐であると批判している。

### 地元の反応
ニューオーリンズの人々は、『トレメ』の初回分の放送がされるまでは慎重であったが、放送後はそれが街の実態を正確かつ誠実に表現しているとしてすぐに受け入れた。タイムズ＝ピカユーン紙のライター、デイヴ・ウォーカーは市民の共通する受け止めとして「『トレメ』は「ニューオーリンズに相応しく、地元民が常に望んできた、しかしこれまで実現しなかった映画作品」であるとした。サイモンはハリケーン・カトリーナ後のニューオーリンズを正確に再現しようと試みていたものの、当時はまだ入手不可能だったヒュービッグスのパイをエピソード1に登場させるなど、微妙な時代錯誤を厭わなかったことを認めている。
サイモンは、最初のエピソードの放送に先立ち、タイムズ=ピカユーン紙に投稿し、歴史的に完璧に正確ではないかも知れないが「歴史的な現実を尊重する」取り扱いを約束した。『トレメ』は『THE WIRE/ザ・ワイヤー』同様、地域特有の事項が多く登場する。これに応え、タイムズ=ピカユーン紙は「『トレメ』解説」と題し、各エピソードで説明されていないニューオーリンズに関する事項をまとめた週刊記事を掲載した。

### 受賞
第62回プライムタイム・エミー賞において、アニエスカ・ホランドがパイロット版エピソード「Do You Know What It Means（生き続ける意味）」で優れた監督（ドラマ・シリーズ）賞に、スティーヴ・アールは「The City」で、優れたオリジナル楽曲と歌詞賞にそれぞれノミネートされた。第66回プライムタイム・エミー賞では、短縮された最終のシーズン4の最終エピソード（脚本：サイモン、オーヴァーマイヤー）が優れたミニシリーズ賞、優れたキャスティング賞（ミニシリーズ/映画/またはスペシャル）、そして優れた脚本賞（ミニシリーズ/映画/またはドラマ・スペシャル）にノミネートされ、優れたサウンド・ミキシング賞（ミニシリーズ/または映画）を受賞した。
第53回グラミー賞において、シーズン1のサウンドトラックが最優秀編集サウンドトラック・アルバム賞（映画、テレビその他映像部門）に、そしてスティーヴ・アールの楽曲「The City」が最優秀楽曲賞（映画、テレビその他映像のために書かれたもの）にノミネートされた。
本シリーズは、2011年のピーボディ賞を受賞している。
| 賞                                               | 年   | 部門                                                                | ノミネート対象者 | 結果       | 出典          |
| ------------------------------------------------ | ---- | ------------------------------------------------------------------- | --- | ---------- | ------------- |
| アーティオス賞                                   | 2010 | キャスティングにおける優れた業績（テレビ番組パイロット版 - ドラマ） | アレクサ・L・フォーゲル | ノミネート | [ 59 ]        |
| アーティオス賞                                   | 2015 | キャスティングにおける優れた業績（テレビ映画またはミニシリーズ）    | アレクサ・L・フォーゲル、メーガン・ルイス（地元キャスティング）、クリスティン・クローマー（協力パートナー）                                                          | ノミネート | [ 60 ]        |
| コスチューム・デザイナーズ・ギルド賞             | 2011 | 優れた現代テレビシリーズ                                            | アロンゾ・ウィルソン | ノミネート | [ 61 ]        |
| コスチューム・デザイナーズ・ギルド賞             | 2013 | 優れた現代テレビシリーズ                                            | アロンゾ・ウィルソン&アン・ウォルターズ | ノミネート | [ 62 ]        |
| エディー賞                                       | 2011 | 非営利テレビ番組1時間シリーズ最優秀編集                             | ケイト・サンフォード&アレクサンダー・ホール（「Do You Know What it Means（生き続ける意味）」）                                                                       | 受賞       | [ 63 ] [ 64 ] |
| ゴールド・ダービー賞                             | 2010 | ドラマ助演女優                                                      | カンディ・アレキサンダー | ノミネート | [ 65 ]        |
| グラミー賞                                       | 2011 | 最優秀サウンドトラック・アルバム（映画、テレビその他映像部門）      | ブレイク・レイ&トニー・セイラー（プロデューサー） | ノミネート | [ 66 ]        |
| グラミー賞                                       | 2011 | 最優秀楽曲（映画、テレビその他映像のために書かれたもの）            | スティーヴ・アール(「This City」) | ノミネート | [ 66 ]        |
| ギルド・オヴ・ミュージック・スーパーバイザーズ賞 | 2013 | 最優秀音楽監督（脚本付きドラマ部門）                                | ブレイク・レイ | ノミネート | [ 67 ] [ 68 ] |
| イマジン賞                                       | 2013 | 最優秀助演男優（テレビ）                                            | ジョン・セダ | ノミネート | [ 69 ]        |
| NAACPイメージ・アワード                          | 2011 | 優れたドラマ・シリーズ                                              | 『トレメ／ニューオーリンズのキセキ』 | ノミネート | [ 70 ]        |
| NAACPイメージ・アワード                          | 2012 | 優れたドラマ・シリーズ                                              | 『トレメ／ニューオーリンズのキセキ』 | ノミネート | [ 71 ]        |
| NAACPイメージ・アワード                          | 2012 | 優れた男優（ドラマ・シリーズ）                                      | ウェンデル・ピアース | ノミネート | [ 71 ]        |
| NAACPイメージ・アワード                          | 2012 | 優れた女優（ドラマ・シリーズ）                                      | カンディ・アレキサンダー | ノミネート | [ 71 ]        |
| NAACPイメージ・アワード                          | 2012 | 優れた監督（ドラマ・シリーズ）                                      | アーネスト・ディッカーソン（「Do Watcha Wanna（自由に生きろ）」） | 受賞       | [ 72 ]        |
| NAACPイメージ・アワード                          | 2012 | 優れた脚本（ドラマ・シリーズ）                                      | ロリス・エリック・エリー&エリック・オーヴァーマイヤー（「Santa Claus, Do You Ever Get the Blues（サンタに捧げるブルース）」）                                        | 受賞       | [ 72 ]        |
| NAACPイメージ・アワード                          | 2013 | 優れたドラマ・シリーズ                                              | 『トレメ／ニューオーリンズのキセキ』 | ノミネート | [ 73 ]        |
| NAACPイメージ・アワード                          | 2013 | 優れた男優（ドラマ・シリーズ）                                      | ウェンデル・ピアース | ノミネート | [ 73 ]        |
| NAACPイメージ・アワード                          | 2013 | 優れた女優（ドラマ・シリーズ）                                      | カンディ・アレキサンダー | ノミネート | [ 73 ]        |
| NAACPイメージ・アワード                          | 2013 | 優れた助演男優（ドラマ・シリーズ）                                  | クラーク・ピーターズ | ノミネート | [ 73 ]        |
| NAACPイメージ・アワード                          | 2013 | 優れた監督（ドラマ・シリーズ）                                      | アーネスト・ディッカーソン（「Don't You Leave Me Here（置いていかないで）」）                                                                                        | ノミネート | [ 74 ]        |
| NAACPイメージ・アワード                          | 2014 | Outstanding Drama Series                                            | Treme | ノミネート | [ 75 ]        |
| NAACPイメージ・アワード                          | 2014 | 優れた男優（ドラマ・シリーズ）                                      | ウェンデル・ピアース | ノミネート | [ 75 ]        |
| NAACPイメージ・アワード                          | 2014 | 優れた女優（ドラマ・シリーズ）                                      | カンディ・アレキサンダー | ノミネート | [ 75 ]        |
| NAACPイメージ・アワード                          | 2014 | 優れた監督（ドラマ・シリーズ）                                      | アーネスト・ディッカーソン（「Dippermouth Blues（ディッパーマウス･ブルース）」）                                                                                     | ノミネート | [ 76 ]        |
| NAMICヴィジョン賞                                | 2011 | 最優秀パフォーマンス（ドラマ）                                      | カンディ・アレキサンダー | 受賞       | [ 77 ]        |
| NAMICヴィジョン賞                                | 2011 | 最優秀パフォーマンス（ドラマ）                                      | ウェンデル・ピアース | ノミネート | [ 78 ]        |
| NAMICヴィジョン賞                                | 2012 | ドラマ                                                              | 『トレメ／ニューオーリンズのキセキ』 | ノミネート | [ 79 ]        |
| NAMICヴィジョン賞                                | 2013 | ドラマ                                                              | 『トレメ／ニューオーリンズのキセキ』 | ノミネート | [ 80 ]        |
| NAMICヴィジョン賞                                | 2014 | ドラマ                                                              | 『トレメ／ニューオーリンズのキセキ』 | ノミネート | [ 81 ]        |
| NAMICヴィジョン賞                                | 2014 | 最優秀パフォーマンス（ドラマ）                                      | カンディ・アレキサンダー | ノミネート | [ 81 ]        |
| オンライン映画・テレビ協会賞                     | 2010 | 最優秀助演男優（ドラマ・シリーズ）                                  | ジョン・グッドマン | ノミネート | [ 82 ]        |
| オンライン映画・テレビ協会賞                     | 2010 | 最優秀助演女優（ドラマ・シリーズ）                                  | カンディ・アレキサンダー | ノミネート | [ 82 ]        |
| オンライン映画・テレビ協会賞                     | 2010 | 最優秀アンサンブル（ドラマ・シリーズ）                              | 『トレメ／ニューオーリンズのキセキ』 | ノミネート | [ 82 ]        |
| オンライン映画・テレビ協会賞                     | 2010 | 最優秀監督（ドラマ・シリーズ）                                      | 『トレメ／ニューオーリンズのキセキ』 | ノミネート | [ 82 ]        |
| オンライン映画・テレビ協会賞                     | 2010 | 最優秀脚本（ドラマ・シリーズ）                                      | 『トレメ／ニューオーリンズのキセキ』 | ノミネート | [ 82 ]        |
| オンライン映画・テレビ協会賞                     | 2010 | 最優秀音楽（ドラマ・シリーズ）                                      | 『トレメ／ニューオーリンズのキセキ』 | ノミネート | [ 82 ]        |
| オンライン映画・テレビ協会賞                     | 2010 | 最優秀撮影（シリーズ）                                              | 『トレメ／ニューオーリンズのキセキ』 | ノミネート | [ 82 ]        |
| オンライン映画・テレビ協会賞                     | 2010 | 最優秀プロダクション・デザイン（シリーズ）                          | 『トレメ／ニューオーリンズのキセキ』 | ノミネート | [ 82 ]        |
| オンライン映画・テレビ協会賞                     | 2011 | 最優秀助演女優（ドラマ・シリーズ）                                  | カンディ・アレキサンダー | ノミネート | [ 83 ]        |
| オンライン映画・テレビ協会賞                     | 2011 | 最優秀音楽（シリーズ）                                              | 『トレメ／ニューオーリンズのキセキ』 | ノミネート | [ 83 ]        |
| ピーボディ賞                                     | 2011 | ジョージ・フォスター・ピーボディ賞                                  | ブロウン・デッドライン・プロダクションズ（HBOエンターテインメント提携）                                                                                              | 受賞       | [ 84 ] [ 85 ] |
| プライムタイム・エミー賞                         | 2010 | 優れた監督（ドラマ・シリーズ）                                      | アニエスカ・ホランド（「Do You Know What It Means（生き続ける意味）」）                                                                                              | ノミネート | [ 56 ]        |
| プライムタイム・エミー賞                         | 2010 | 優れたオリジナル楽曲、歌詞                                          | スティーヴ・アール（楽曲「The City」、エピソード「I'll Fly Away（旅立ち）」）                                                                                        | ノミネート | [ 56 ]        |
| プライムタイム・エミー賞                         | 2014 | 優れたキャスティング（ミニシリーズ/映画/またはスペシャル）          | アレクサ・L・フォーゲル&メーガン・ルイス | ノミネート | [ 56 ]        |
| プライムタイム・エミー賞                         | 2014 | 優れたミニシリーズ                                                  | デイヴィッド・サイモン、ニーナ・コストロフ・ノーブル、エリック・オーヴァーマイヤー、ジョージ・ペレケーノス、キャロリン・ストラウス&ジョセフ・インカプレラ            | ノミネート | [ 56 ]        |
| プライムタイム・エミー賞                         | 2014 | 優れたサウンド・ミキシング（ミニシリーズまたは映画）                | ブルース・リテキー、アンディ・クリス&ブレイク・レイ（「...Sunset on Louisianne（ルイジアナを染める夕日）」）                                                         | 受賞       | [ 56 ]        |
| プライムタイム・エミー賞                         | 2014 | 優れた脚本（ミニシリーズ/映画/またはドラマ・スペシャル）            | デイヴィッド・サイモン&エリック・オーヴァーマイヤー（「...To Miss New Orleans（愛しきニューオーリンズ）」）                                                          | ノミネート | [ 56 ]        |
| サテライト賞                                     | 2011 | 最優秀ドラマ・シリーズ                                              | 『トレメ／ニューオーリンズのキセキ』 | ノミネート | [ 86 ]        |
| サテライト賞                                     | 2011 | 最優秀男優（ドラマ・シリーズ）                                      | ウェンデル・ピアース | ノミネート | [ 86 ]        |
| 全米脚本家組合賞                                 | 2011 | 新シリーズ                                                          | ロリス・エリック・エリー、デイヴィッド・ミルズ、エリック・オーヴァーマイヤー、ジョージ・ペレケーノス、トム・ピアッツァ、デイヴィス・ローガン、デイヴィッド・サイモン | ノミネート | [ 87 ] [ 88 ] |

## ソフト販売
以下の情報は海外におけるリリースについてのものであり、日本語解説、字幕付きの日本盤ソフトは2025年現在リリースされていない。

### DVDとBlu-ray

#### シーズン1
DVD
- リージョン1：2011年3月29日発売[89]
- リージョン2：2011年5月30日発売[90]
- リージョン4：2011年3月30日発売[91]

Blu-ray
- 2011年3月29日発売[89]

ボーナス・コンテンツ
- 『トレメ』のメイキング映像
- バーボン・ストリートを超えた先の『トレメ』
- テキストベースの楽曲解説
- 俳優、制作スタッフ、評論家へのインタビュー
- テキストベースのスラング、地名、登場人物などの解説（Blu-rayのみ）

#### シーズン2
DVD
- リージョン1：2012年4月17日発売[93]
- リージョン2：2012年5月28日発売[94]
- リージョン4：2012年4月4日発売[95]

Blu-ray
- 2012年4月17日発売[93]

ボーナス・コンテンツ
- 短編映像「アート・オヴ・トレメ」、「トレメの裏側：考察の材料」、「トレメの裏側：クラーク・ピーターズとマルディグラ・インディアン」
- テキストベースの楽曲解説
- 俳優、制作スタッフ、評論家へのインタビュー
- テキストベースのスラング、地名、登場人物などの解説（Blu-rayのみ）

#### シーズン3
DVD
- リージョン1：2013年11月9日発売[97]
- リージョン2：2013年9月30日発売[98]
- リージョン4：2013年10月23日発売[99]

Blu-ray
- 2013年11月9日発売[97]

ボーナス・コンテンツ
- 短編映像「トレメの裏側：シェフのディナー」、「トレメの裏側：ネヴィル・ブラザーズ」、「トレメの裏側：デイヴィッド・サイモン」
- テキストベースの楽曲解説
- 俳優、制作スタッフ、評論家へのインタビュー
- テキストベースのスラング、地名、登場人物などの解説（Blu-rayのみ）

#### シーズン4
DVD
- リージョン1：2014年1月28日発売[101]
- リージョン2：未発売
- リージョン4：未発売

Blu-ray
- 2014年1月28日発売[101]

ボーナス・コンテンツ
- 制作スタッフへのインタビュー（2つ）

#### 全シーズンボックス
- 2014年1月28日発売（Blu-rayのみ）
  - シリーズの中で登場した音楽パフォーマンス71分を収録したボーナス・ディスク付き[103]

### サウンドトラック
シーズン1の19曲入りサウンドトラック『Treme: Music From the HBO Original Series, Season 1』は、2010年9月28日、ゲフィン・レコードよりリリースとなった
シーズン2のサウンドトラックは2012年4月17日にリリースとなっている。
シーズン3とシーズン4のサウンドトラックについてはリリースされていない。

## 日本における公開
日本では2024年6月21日より、U-NEXTがシーズン1と2の配信を開始した。同年7月5日からは、シーズン3と4の配信も開始している